# Tengkorak
Tengkorak (En inglés: Skull), es una banda musical de género rock y heavy metal, formada en Yakarta, Indonesia en 1993. Además es considerado, una de las bandas más populares de su país en promover el género de la música metal.